# 김우항
김우항(金宇杭, 1649년 6월 13일~1723년)은 조선의 문신이다. 본관은 김해(金海)이며 자는 제중(濟仲), 호는 갑봉(甲峯), 시호는 충정(忠靖)이다. 숙종 때 우의정을 지냈으며, 신임사화로 폐출된 노론 4대신의 누명을 항소하고, 김일경(金一鏡)의 사친추존론(私親追尊論)을 적극 반대하다가 화를 입었다. 김해 김씨(金海金氏) 출신으로서는 조선시대 유일한 그리고 최후의 정승이다.

## 생애
1649년(인조 27) 6월 13일 김홍경(金洪慶)과 안동 김씨(安東 金氏)의 둘째 아들로 태어났다. 아버지는 김홍경(金洪慶)은 영의정(領議政)에 추증되었고, 할아버지 좌찬성(左贊成)에 추증된 김덕승(金德承)이며, 외조부 동부승지를 지낸 김광혁(金光爀)이다.
1669년(현종 10) 사마시에 합격하고, 1675년(숙종 1) 유생들과 더불어 자의대비(慈懿大妃) 복상문제로 송시열(宋時烈)이 유배되자 이의 부당함을 상소하였다. 
1681년 식년문과(式年文科)에 을과(乙科)로 급제하여, 승문원정자가 되었으며, 전적·지평을 거쳐 1686년 정언이 되어 궁가(宮家)에서 저수지를 만든다는 구실로 민전(民田)을 침해하고 있음을 상소하였다. 그뒤 예조좌랑·병조좌랑을 역임하고, 1689년 홍문록(弘文錄)·도당록(都堂錄)에 올랐다. 그해 기사환국으로 남인이 집권하자 사직하였는데, 일찍이 송시열과 함께 유배된 이상(李翔)을 변호했던 일로 철산(鐵山)에 유배되었다가 곧 풀려났다. 1694년 갑술옥사로 소론이 집권하자, 다시 기용되어 부수찬·수찬·부교리·교리·필선·집의 등을 역임하였다.
이듬해 경상도관찰사가 되고, 1696년 회양부사, 1697년 전라도관찰사 등을 역임하며 진정(賑政)을 잘하여 칭송을 받았다.
1698년 승지에 이어 1699년 대사간, 1702년 개성유수, 이듬해 승문원제조·이조참판, 1704년 대사헌, 이어 대사성 등을 역임하고, 1706년에는 예조참판을 거쳐 경기도관찰사가 되었다. 1707년 한성부판윤이 된 뒤 형조·병조·이조판서를 거쳐, 1710년 호조판서가 되어 북한구관당상(北漢句管堂上)을 겸하며 산성의 축성과 행궁축조의 책임을 맡았다. 1712년 과옥(科獄)이 일어나자 소론으로서 자기의 당여를 두둔하지 않고 엄정하게 사실을 규명하여 소론으로부터 배척을 받기도 하였다.
이듬해 우참찬(右參贊)·예조판서(禮曹判書)·판의금부사(判義禁府事)를 거쳐 우의정(右議政)이 되었으며, 1716년 내의도제조(內醫都提調)·판중추부사(判中樞府事)를 역임하고, 1721년(경종 1) 영중추부사(領中樞府事)가 되었다. 1722년 신임사화 때 김일경(金一鏡)의 사친추존론(私親追尊論)을 반대하다가 화를 입었다. 평생을 청빈하게 살았으며 사람들로부터 장자(長子) 또는 완인(完人)이라 불렸다. 저서로 『갑봉집(甲峰集)』이 있다.

## 가족 관계
- 증조부 : 김진선(金盡善)
- 증조모 : 여흥 민씨(驪興閔氏), 민철명(閔哲命)의 딸
- 조부 : 김덕승(金德承, 1595 ~ 1658)
- 조모 : 파평 윤씨(坡平尹氏), 윤정(尹珵)의 딸
  - 아버지 : 김홍경(金洪慶, 1621 ~ 1691)
  - 어머니 : 신 안동 김씨(安東金氏), 김광혁(金光爀)의 딸
    - 형 : 김우량(金宇梁) 
      - 조카 : 김준희(金俊熙) - 생부 김우항(장남)
        - 종손 : 김원조(金遠祚)
        - 종손 : 김익조(金翼祚)

    - 이복 동생 : 김우환(金宇桓)
    - 처 : 광산 김씨(光山金氏), 김세정(金世禎)의 딸
      - 아들 : 김언희(金彦熙)
        - 손자 : 김기조(金基祚)

      - 딸 : 송정명(宋正明)에게 출가
        - 외손 : 송익보(宋翼輔)

      - 딸 : 이사제(李思悌)에게 출가
        - 외손 : 이규명(李奎明)
        - 외손 : 이규채(李奎彩)

      - 딸 : 신광하(申光夏)에게 출가
      - 딸 : 심보현(沈寶賢)에게 출가
      - 딸 : 이시선(李蓍選)에게 출가